# Ленне (приток Рура)
Ленне (нем. Lenne) — река в Германии, протекает по земле Северный Рейн — Вестфалия. Длина реки — 129,1 км. Площадь водосборного бассейна составляет 1353 км² (по другим данным — 1354,6 км²).
Начинается между деревнями Альт-Астенберг и Ной-Астенберг на высоте 825 метров над уровнем моря на склоне горы Калер-Астен. От истока течёт на запад через Вестфильд, Оберкирхен, Глейдорф, Шмалленберг, Флекенберг, Зальхаузен. В Альтенхундеме поворачивает на северо-запад, пересекает города Леннештадт, Гревенбрюк, Финнентроп, Вердоль, Альтена. Впадает в Рур слева в 92,7 км от его устья на высоте около 97 метров над уровне моря на территории города Хаген.
В бассейне Ленне находится 38 рек с площадью водосбора более 10 км². 57,5 % площади бассейна реки занимают леса, 33,4 % — сельскохозяйственные угодья, 8,2 % — населённые пункты.

## Притоки
Объекты перечислены по порядку от устья к истоку.
- 5,4 км: Ваннебах (пр)
- 7,8 км: Хольтхаузер-Бах (лв)
- 10,4 км: Намербах (лв)
- 16 км: Грюнербах (пр)
- 18,1 км: Ласбекер-Бах (лв)
- 28,2 км: Нетте (пр)
- 30 км: Рамеде (лв)
- 45,4 км: Версе (лв)
- 51 км: Альмеке (лв)
- 56,6 км: Эльзе (лв)
- 66,1 км: Глиндебах (пр)
- 68,3 км: Фреттербах (пр)
- 73,6 км: Бигге (лв)
- 77,3 км: Репе (лв)
- 78,4 км: Вейшеде (лв)
- 79,1 км: Эльспе (пр)
- 86,3 км: Хундем (лв)
- 93,9 км: Глейбах (пр)
- 98,3 км: Мильченбах (лв)
- 101,2 км: Уентроп (лв)
- 104,3 км: Латроп (лв)
- 108,2 км: Графшафт (лв)
- 111,4 км: Глейдербах (пр)
- 114 км: Сорпе (пр)
- 119,3 км: Нессельбах (пр)
- 122,5 км: Шварцес-Зипен (пр)